# Ингрид Алмквист
Ингрид Алмквист (швед. Ingrid Almqvist; Гетеборг, 10. октобар 1927 — Гетеборг, 9. новембар 2017) била је вишеструка шведска спортисткиња. Била је вишеструка репрезентативка у атлетици и рукомету, а такмичила се и у мачевању. Била је чланица АК Редбергслидс и ГКАК оба из Гетеборга.
Прво велико међународно такмичење биле су Летње олимшијске игре 1948. у Лондону. Била је најмлађа учесница такмичења у бацању копља са 20 година и 304 дана, заузела 10 место. Поред ових учествовала је још два пута на у Мебурну 1956. где је била 5. и Риму 1960. 14.
Ингрид Алмквист је учествовала 3 пута и на Европским првенствима на отвореном 1950. у Бриселу 8.место, 1955. у Берну 10. и 1958. у Стокхолму 9. место.
Поред атлетике, Алмквистова је одиграла 11 међународних рукометних утакмица за Шведску, а у мачевању такмичила се на националном нивоу.

## Значајнији резултати
| Датум                | Такмичење            | Место                        | Пласман              | Резултат (м)         | Белешка              |
| Представљала Шведску | Представљала Шведску | Представљала Шведску         | Представљала Шведску | Представљала Шведску | Представљала Шведску |
| -------------------- | -------------------- | ---------------------------- | -------------------- | -------------------- | -------------------- |
| 1948.                | Олимпијске игре      | Лондон, Уједињено Краљевство | 10.                  | 56,56                |                      |
| 1950.                | Европско првенство   | Брисел, Белгија              | 8.                   | 39,21                |                      |
| 1954.                | Европско првенство   | Берн, Швајцарска             | 10                   | 41,95                |                      |
| 1956.                | Олимпијске игре      | Берн, Швајцарска             | 5.                   | 49,74                |                      |
| 1958.                | Европско првенство   | Стокхолм, Шведска            | 10.                  | 46,90                |                      |
| 1960.                | Олимпијске игре      | Рим, Италија                 | 14.                  | 47,67                |                      |